# Park Narodowy Rio Abiseo

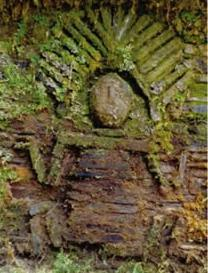
Relief z Gran Pajatén

Park Narodowy Río Abiseo (hiszp. Parque nacional del Río Abiseo) – park narodowy położony w Peru w regionie San Martín (prowincja Mariscal Cáceres). Został utworzony 11 sierpnia 1983 roku i zajmuje obszar 2745,2 km². W 1990 roku został wpisany na listę światowego dziedzictwa UNESCO. W 2008 roku został zakwalifikowany przez BirdLife International jako ostoja ptaków IBA, a od 2016 roku stanowi główną część rezerwatu biosfery UNESCO o nazwie „Gran Pajatén”.

## Opis
Park znajduje się na wschodnich zboczach Andów, między rzekami Marañón i Huallaga na wysokościach od 350 do 4000 m n.p.m. Obejmuje 70% dorzecza rzeki Abiseo od której wziął nazwę. Jest to obszar przejściowy między wysokimi pasmami Andów a Niziną Amazonki co powoduje dużą różnorodność fauny i flory. Niżej położoną część parku pokrywa wilgotny las równikowy, tropikalny wilgotny las górski i tropikalny las suchy. Wyżej występuje las mglisty i paramo. Większą część parku zajmuje dziewiczy las mglisty.
Klimat w części wschodniej parku jest gorący i wilgotny, ze średnimi temperaturami powyżej +18 °C i opadami powyżej 750 mm przy wilgotności względnej 90%. W zachodniej części temperatury wahają się od +7 °C do +25 °C  w zależności od wysokości. Średnie roczne opady wynoszą od 800 do 2000 mm. 

## Flora
W parku zarejestrowano 1134 gatunki roślin. Rosną tu narażone na wyginięcie (VU) Swietenia macrophylla, Cedrela montana, Prumnopitys montana, Polylepis multijuga i cedrzyk wonny, a także m.in.: kauczukowiec brazylijski, Croton lechleri, czepota puszysta, Cedrelinga catenaeformis.

## Fauna
Na terenie parku odnotowano dotychczas prawie 900 gatunków dzikich zwierząt, w tym 181 gatunków ssaków, 409 ptaków, 17 gadów, 30 płazów, 14 ryb.
Ssaki to krytycznie zagrożony wyginięciem (CR) wełnik żółtoogonowy (do niedawna uważano ten gatunek za wymarły), zagrożone wyginięciem (EN) czepiak czarci i Callicebus oenanthe, narażone na wyginięcie (VU) huemal peruwiański i andoniedźwiedź okularowy, a także m.in.: paka górska, jaguar amerykański, wyjec rudy.
Ptaki to zagrożone wyginięciem (EN) świergoszczyk szarosterny, andotanager złoty i  pieprzojad żółtobrewy, narażone na wyginięcie (VU) kondor wielki i andowiec peruwiański, a także m.in.: czubacz białosterny, kondor królewski, amazonka żółtogłowa, hełmiatka czerwonooka, andotukan niebieski, moczarnik rdzawy, białoliczka rdzawa, złotogardlik rdzawobrewy.

## Stanowiska archeologiczne
Na terenie parku od 1985 roku prowadzone są wykopaliska archeologiczne – zidentyfikowano ponad 36 stanowisk archeologicznych – najstarsze datowane na VI tysiąclecie p.n.e.
Najbardziej znanym stanowiskiem w parku jest miasto Gran Pajatén. Zostało ono zbudowane przez cywilizację Chachapoyów, a następnie podbite przez Inków. Znajduje się na szczycie wzgórza nad doliną rzeki Montecristo i składa się z co najmniej 26 okrągłych kamiennych budowli na licznych tarasach i schodach. Ruiny zajmują powierzchnię około 20 000 m². Główne budynki są ozdobione łupkowymi mozaikami przedstawiającymi motywy ludzkie, ptasie i geometryczne.
Kolejnym stanowiskiem archeologicznym jest kompleks grobowy Los Pinchudos zbudowany na wąskiej półce dużego klifu. Odkryte tu drewniane bożki, które przedstawiają nagie istoty, zostały znalezione w stanie nienaruszonym i umieszczone na swoim pierwotnym miejscu. Inne stanowiska to m.in.: Cerro Central z około 200 budynkami, kompleksy Las Papayas i Marcial (Pajatén II) każdy ze 100 budynkami.